# Eau Sauvage
Eau Sauvage is een eau de toilette voor mannen geïntroduceerd door Parfums Christian Dior en gecreëerd door parfumeur Edmond Roudnitska. Het parfum werd geïntroduceerd in 1966, en werd Diors eerste geur voor mannen.
Eau Sauvage  bevat citroen en rozemarijn als topnoten,  basilicum en petitgrain als hartnoten en vetiver als basisnoot. De fles is ontworpen door Pierre Dinand.
De naam van het parfum is naar verluidt het gevolg van een te late aankomst van Christian Diors vriend Percy Savage bij Diors huis. Dior had Savage gevraagd om te helpen bij het vinden van een naam voor een parfum voor mannen. Wanneer Savage kwam, werd hij aangekondigd door de butler als "Monsieur Sauvage". De ontwerper besloot dat "Oh, Sauvage" een passende naam zou zijn.
Toen het parfum uit werd gebracht werd er reclame voor gemaakt door de Franse acteur Alain Delon.